# Camiltpaw
Camiltpaw /='people of Kamilt'; tako imenovani prema svome poglavici/, jedna od bandi Wenatchee ili Pisquow Indijanaca, jezična porodica Salishan, koja je obitavala na istočnoj strani rijeke Columbia u Washingtonu (u bliziniLower Crab Creeka). Camiltpawi su obuhvaćeni ugovorom iz 1855. nakon čega su smješteni s Yakima Indijancima na rezervat Yakima, gdje možda još imaju potomaka.
Ostali nazivi za njih: Kah-milt-pah, Kamilt-pah, Kamiltpah. Poznatiji poglavica bio je William Yallup,